# Amigo Telecom
Amigo Telecom é uma empresa de telefonia brasileira.
Atende os estados de São Paulo, Goiás e Espírito Santo.
Seu código é 96.
Recentemente fechou uma parceria com o Baú da Felicidade Crediário para fornecer cartões para telefone público com sua marca para o varejo.